# Monte Grondilice
Il Monte Grondilice (pron. Grondìlice) è un rilievo montuoso italiano delle Alpi Apuane alto 1809 m s.l.m., si trova sullo spartiacque che segna il confine tra le province di Lucca (comune di Minucciano) e Massa - Carrara (comune di Fivizzano) nella parte settentrionale del Parco naturale regionale delle Alpi Apuane.

## Descrizione
Dalla vetta si dipartono tre crinali: verso nord, la Cresta Garnerone lo congiunge al Pizzo d'Uccello, alto 1781 m; verso sud-ovest un'ampia sella lo collega, attraverso il Monte Rasori, al Monte Sagro, alto 1749 m; verso est, il Passo delle Pecore lo collega al massiccio dei monti Contrario, alto 1789 m e al Monte Cavallo, alto 1895 m.
A ovest si apre la Valle di Vinca, a cui si accede dal Passo di Foce di Giovo, a sud si apre una profonda valle che porta attraverso Biforco, Forno ed Antona, a Massa ed al Tirreno; a nord della vetta si apre infine la Valle Serenaia, con il vecchio Rifugio Donegani e, in località Orto di Donna, con il Centro del Parco delle Alpi Apuane. Nei pressi di questi rifugi e del Monte Grondilice, si trova il sentiero che porta al Passo di Foce di Cardeto, che conduce alla salita del Monte Pisanino, il più alto della Catena Apuana, con i suoi 1946 m.
Dalla vetta la vista spazia sulle cime delle Alpi Apuane, e su tutta la stupenda Valserenaia, con i suoi antichi circhi glaciali; aperta solo verso nord, la valle è racchiusa tra il Pizzo d'Uccello, la Cresta Garnerone, lo stesso Grondilice, il Contrario, ed il Pisanino. Nelle giornate serene, dalla cima del Monte Grondilice si ammirano inoltre l'alto Mar Tirreno, il Mar Ligure di levante, l'Arcipelago Toscano e le montagne della Corsica settentrionale.
La vetta del Monte Grondilice può essere raggiunta con percorsi che comportano il superamento di difficoltà di tipo alpinistico; un itinerario è il seguente: dalla Val d'Alberghi si giunge attraverso il Canale dei Pradacetti alla Forbice, a Sella Pradacetti ed alla cima.
Presso il Passo delle Pecore si trova un'interessante via ferrata di notevole interesse alpinistico.

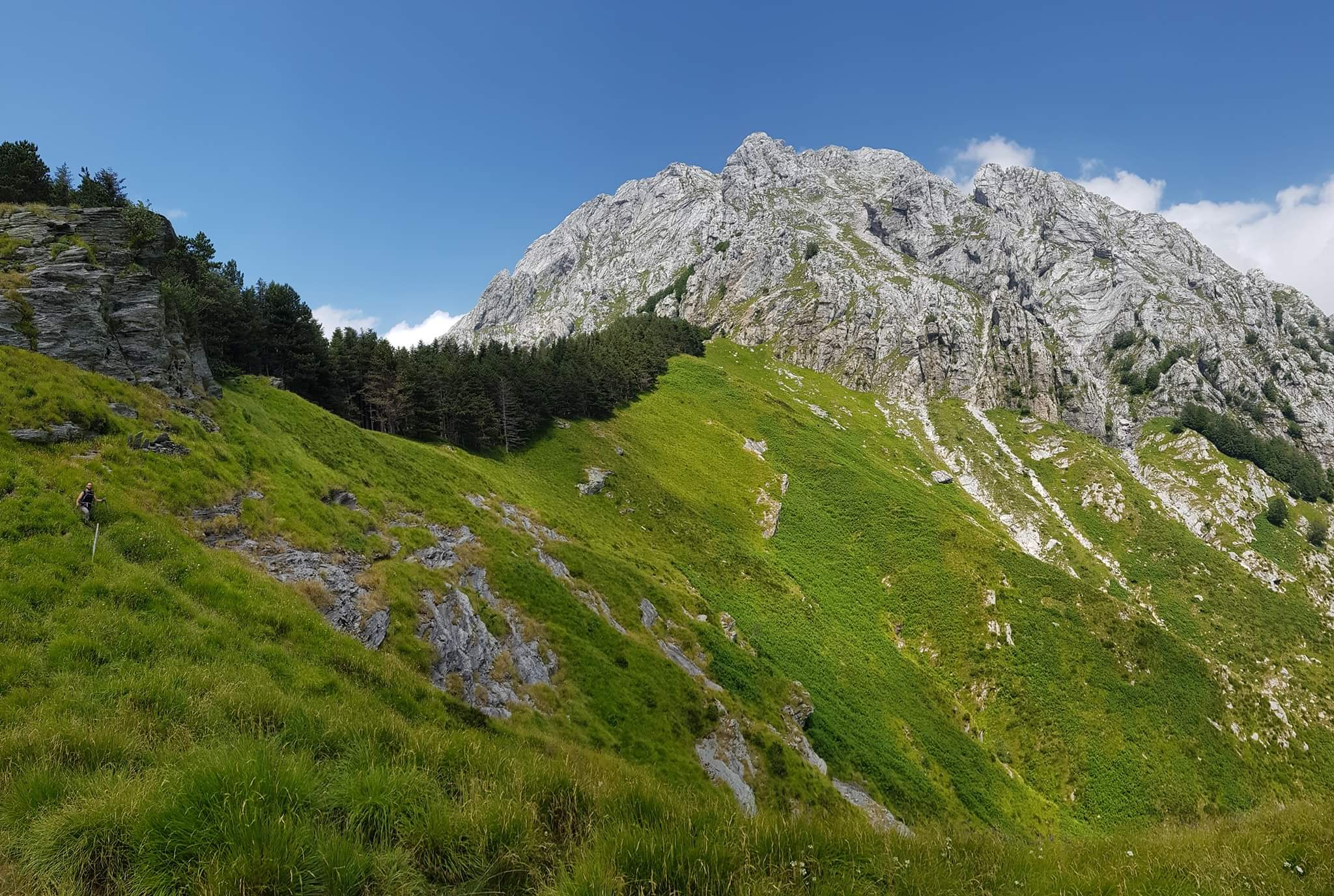
Monte Grondilice visto da Foce Rasori

## Interesse speleologico
Il Monte Grondilice riveste una importanza fondamentale per la speleologia italiana in quanto ospita due tra le più profonde grotte individuate in Italia: si tratta dell'abisso Olivifer, profondo 1215 m, proprio sotto la vetta, e dell'Abisso Satanachia individuato nel 1990 ed esteso ad una profondità di 1040 m nel 2010.